# Шосе на Марни
Шосе на Марни (фр. Chaussée-sur-Marne) насеље је и општина у североисточној Француској у региону Шампањ-Арден, у департману Марна која припада префектури Витри ле Франсоа.
По подацима из 2011. године у општини је живело 751 становника, а густина насељености је износила 34,06 становника/km². Општина се простире на површини од 22,05 km². Налази се на средњој надморској висини од 99 метара.

## Демографија
| 1962. | 1968. | 1975. | 1982. | 1990. | 1999. | 2011. |
| ----- | ----- | ----- | ----- | ----- | ----- | ----- |
| 538   | 546   | 525   | 569   | 628   | 651   | 751   |

График промене броја становника у току последњих година